# Cowboy Pink Williams
Cowboy Pink Williams (* 9. April 1892 als Simeon Pinckney Williams in Newberry, Newberry County, South Carolina; † 1. April 1976 im Caddo County, Oklahoma) war ein US-amerikanischer Politiker. Zwischen 1955 und 1959 war er Vizegouverneur des Bundesstaates Oklahoma.

## Werdegang
Über die Jugend und Schulausbildung von Simeon Williams ist nichts überliefert. Im Jahr 1910 war er Warenauslieferer in Oklahoma City. In den folgenden Jahren lebte er in verschiedenen Städten in Oklahoma, wo er einige Geschäfte betrieb. Unter anderem war er im Möbelhandel tätig. Später war er auch Rancher. Zwischenzeitlich änderte er seinen Namen von Simeon Pinckney Williams zu Cowboy Pink Williams.
Politisch schloss er sich der Demokratischen Partei an. 1954 wurde Williams an der Seite von Raymond D. Gary zum Vizegouverneur von Oklahoma gewählt. Dieses Amt bekleidete er zwischen 1955 und 1959. Dabei war er Stellvertreter des Gouverneurs und Vorsitzender des Staatssenats. Zwischen 1963 und 1967 bekleidete er das Amt des Finanzministers (State Treasurer) seines Staates. 1973 leitete er den Planungsausschuss für die 100-Jahr-Feier der Stadt Caddo. Er starb am 1. April 1976. Mit seiner Frau Daisy hatte er zwei Kinder.